# Bandera de Santurce
La Bandera de Santurce es el premio de una regata que se celebra desde 1980, organizada por el Itsasoko Ama y que cuenta con la colaboración del Ayuntamiento de Santurce.

## Historia
Habitualmente se celebraba a doble jornada menos en ciertas ocasiones como en 1980, 1981, 1983 y a partir de 1995. En 1981 además los resultados fueron anulados debido a un problema de enfilación de las balizas.

## Palmarés
| Edición | Año  | Ganador     | Segundo              | Tercero              |
| I       | 1980 | Kaiku       | Santurce             | Fuenterrabía         |
| II*     | 1981 | Kaiku       | Zumaya               | San Sebastián        |
| III     | 1982 | Zumaya      | Santurce             | Algorta              |
| IV      | 1983 | Santurce    | Zumaya               | Ondárroa             |
| V       | 1984 | Zumaya      | Santurce             | Tirán                |
| VI      | 1985 | Santurce    | Zumaya               | San Juan             |
| VII     | 1986 | San Juan    | Zumaya               | Santurce             |
| VIII    | 1987 | Zumaya      | San Pedro            | San Juan             |
| IX      | 1988 | San Juan    | San Pedro            | Santurce             |
| X       | 1989 | San Juan    | Santurce             | Ciérvana             |
| XI      | 1990 | San Juan    | San Pedro            | Santurce             |
| XII     | 1991 | San Pedro   | San Juan             | Arraun Lagunak       |
| XIII    | 1992 | San Pedro   | Donibaneko           | Arraun Lagunak       |
| XIV     | 1993 | San Pedro   | Orio                 | Santurce             |
| XV      | 1994 | Donibaneko  | San Pedro            | Fuenterrabía         |
| XVI     | 1995 | San Pedro   | Donibaneko           | Fuenterrabía         |
| XVII    | 1996 | Orio        | San Pedro            | Ondárroa             |
| XVIII   | 1997 | San Juan    | Ondárroa             | Raspas               |
| XIX     | 1998 | Donibaneko  | Trintxerpe           | Koxtape              |
| XX      | 1999 | Urdaibai    | Lekittarra (Isuntza) | Santurce             |
| XXI     | 2000 | Orio        | Astillero            | Fuenterrabía         |
| XXII    | 2001 | Castro      | Orio                 | Urdaibai             |
| XXIII   | 2002 | Santurce    | Arkote               | Algorta-Deusto       |
| XXIV    | 2003 | Ur-Kirolak  | C. Santander         | San Pedro            |
| XXV     | 2004 | Arkote      | C. Santander         | Zarauz               |
| XXVI**  | 2005 | Pontejos    | Santurce             | Fuenterrabía         |
| XXVII   | 2006 | Guetaria    | Fuenterrabía         | Santurce             |
| XXVIII  | 2007 | San Juan    | Guetaria             | Kaiku                |
| XXIX    | 2008 | Kaiku       | Camargo              | Koxtape              |
| XXX     | 2009 | Astillero   | Koxtape              | Santurce             |
| XXXI    | 2010 | Santurce    | Donostiarra          | Isuntza              |
| XXXII   | 2011 | Portugalete | Ciérvana             | Lekittarra (Isuntza) |
| XXXIII  | 2012 | Orio        | Santurce             | Busturialdea         |
| XXXIV   | 2013 | Ciérvana    | Lekittarra (Isuntza) | Ondárroa             |
| XXXV    | 2014 | Guetaria    | Zumaya               | Lekittarra (Isuntza) |
| XXXVI   | 2015 | Zumaya      | Ondárroa             | Guetaria             |
| XXXVII  | 2016 | Donostiarra | Ondárroa             | Lekittarra (Isuntza) |
| XXXVIII | 2017 | Santurce    | Donostiarra          | Zarauz               |
| XXXIX   | 2018 | Urdaibai    | Ciérvana             | Fuenterrabía         |

Notas: Los resultados de 1981 fueron anulados. En 2005 la regata formaba parte de la Liga Federativa y se llamó también I Bandera Itsasoko Ama.